# Sai Kanakubo
Sai Kanakubo (金久保 彩 Kanakubo Sai?, nacido el 11 de enero de 1989 en Ibaraki) es un futbolista japonés que se desempeña como centrocampista.

## Trayectoria

### Clubes
| Club                | País  | Año         |
| ------------------- | ----- | ----------- |
| Mito HollyHock      | Japón | 2011 - 2012 |
| V-Varen Nagasaki    | Japón | 2013 - 2014 |
| AC Nagano Parceiro  | Japón | 2015 - 2016 |
| Kagoshima United FC | Japón | 2016        |
| Vanraure Hachinohe  | Japón | 2017        |
| Nara Club           | Japón | 2018 -      |

## Estadística de carrera

### J. League
| Club                | Año   | J. League | J. League | Copa J. League | Copa J. League | Total | Total |
| Club                | Año   | Part.     | Goles     | Part.          | Goles          | Part. | Goles |
| ------------------- | ----- | --------- | --------- | -------------- | -------------- | ----- | ----- |
| Mito HollyHock      | 2011  | 0         | 0         | -              | -              | 0     | 0     |
| Mito HollyHock      | 2012  | 3         | 0         | -              | -              | 3     | 0     |
| V-Varen Nagasaki    | 2013  | 38        | 5         | -              | -              | 38    | 5     |
| V-Varen Nagasaki    | 2014  | 5         | 2         | -              | -              | 5     | 2     |
| AC Nagano Parceiro  | 2015  | 16        | 0         | -              | -              | 16    | 0     |
| AC Nagano Parceiro  | 2016  | 1         | 0         | -              | -              | 1     | 0     |
| Kagoshima United FC | 2016  | 8         | 0         | -              | -              | 8     | 0     |
| Total               | Total | 71        | 7         | 0              | 0              | 71    | 7     |